# サウンドコピー
サウンドコピーは、物真似を交えた漫才コンビ。よしもとクリエイティブ・エージェンシー所属。前身は「トリオ・ザ・ミミック」、「ザ・ミミック」。ネタの数はジャンル問わず多岐にわたり300を超える。
かつては柳家金語楼や横山エンタツ･花菱アチャコ、桂三枝（現・六代桂文枝）などの吉本に縁の芸人の物真似を多くやっていたが、2000年代あたりは環境問題や動物の絶滅危惧に関するネタを多く披露しており、自費出版CD「みんなのちきゅう」も環境問題を訴える内容になっている。
久保田進の急逝に伴い2009年からは「サウンドコピー・上純一」名義のソロユニットとなり、NGKや営業、天満天神繁昌亭など舞台を中心に活動している。

## メンバー

### 現メンバー
- 上 純一（かみ じゅんいち、1949年4月25日 - ）本名は井上 純一、大阪府和泉市内田町出身。

和泉市立石尾中学校卒業。大阪産業大学出身。
内田町にあった、出光のガソリンスタンドで物真似をやっていたことがある（現在、内田の出光は閉鎖し、更地になっている）。
大阪産業大学の在学中からコメットジュンの名で司会物真似をやっていたのを誘われる。

### 元メンバー
- 北海 太郎（ほっかい たろう、1940年6月23日 - ）本名は藪 一夫、北海道函館市出身。

函館有斗高等学校卒業後、歌手志望で上京、その後物真似に転向し1968年に新世界にあった新花月で初舞台。
- 小松 千春（こまつ ちはる、1957年2月18日[1] - ）本名同じ、秋田県横手市出身。

駒澤大学卒業後、フジテレビの素人参加オーディション番組で注目を受ける。1979年11月に加入しその後脱退。1990年には、ドラム担当として灘康次とモダンカンカンに加入。
- 久保田 進（くぼた すすむ、1941年2月24日 - 2009年4月29日）本名は竹内 格、香川県出身。

豊中高等学校卒業後、大久保怜に入門、1962年になんば花月で初舞台。
2009年4月29日午前6時38分、肝不全のため死去。
何回もの入退院を繰り返していたが、生涯現役を貫いた。

## 芸歴
久保田が一人で物真似漫談していたのを歌手志望で歌真似がうまかった北海太郎とアコーディオンなどの楽器演奏が得意だった宮貫一と共にステレオ物真似と称して3人で舞台を勤めたのが最初でその後1972年6月に司会物真似などをしていた上純一、北海太郎、久保田進とで「トリオ・ザ・ミミック」を結成、漫才に本格的な物真似を取り入れるなど話題になる。1979年6月に北海太郎が脱退し同年11月に小松千春が加入、その後小松千春も脱退し「ザ・ミミック」と改名、1993年10月4日に松竹芸能から吉本興業へ移籍し、同時に現在のコンビ名に改名した。日本だけでなく中国で公演を行なったこともある。
2007年10月、吉本の持株会社化に伴い、新設子会社のよしもとクリエイティブ・エージェンシーに移籍した。

## 受賞歴
- 1973年 - 上方お笑い大賞銀賞
- 1974年 - 上方漫才大賞新人賞

## 楽曲

### レコード
- 「あなたの女で死にたいわ」（ローオンレコード）作詞：西沢爽、作曲：丈京介

### CD
- 「HEVELE CHE VELEQE（ヘベレケベレケ）」（ポリスター、1994年）
- 「みんなのちきゅう」（プライベートレーベル、2002年[4]）